# برنامج حروف
حروف هو برنامج قد عرض على شاشة القناة السعودية الأولى في رمضان بتقديم عدد من الشخصيات كان منها إبراهيم علان  و إبراهيم القاسم، وماجد الشبل، وغانم الصالح، وغالب كامل. وقد تم عرضه من 1408هـ واستمر حتى عام 1415هـ ليتوقف عامي (1416هـ - 1417هـ) ثم عاد لسنتين أخيرتين (1418هـ - 1419هـ) ليتوقف بعدها نهائيًا، حتى عودته في العام 2017 من تقديم سلمان العتيبي.

## فكرة البرنامج
تقوم فكرة البرنامج على اشتراك فريقين الفريق الأحمر والفريق الأخضر وعلى الفريق الأحمر الإجابات على الأسئلة وتوصيل الخط من اليمين إلى اليسار أو العكس ويقوم الفريق الأخضر بالإجابة على الأسئلة على الحروف لتوصيل الخط من الأعلى إلى الأسفل أو العكس وغالبًا يفوز الفريق بثلاث جولات من خمس في مرحلة التصفيات أما في التصفيات النهائية فالفوز من خمس جولات.
وعادةّ ما تعرض أسئلة ذهبية من يجيب عليها من المتسابقين يفوز بسبيكة ذهبية، وكذلك بإمكان أحد المتسابقين في الفريق الفائز أن يفوز بسبيكتين ذهبيتين بعد أن يختبر عن طريق دائرة الضوء حين يطرح عليه المذيع مجموعة من الأسئلة في وقت أقصاه ستون ثانية.
يمتاز البرنامج بتنوع أسئلته الثقافية وثرائها، ويعتمد في كثير منها على إظهار التطور التنموي في المجالات الصناعية والطبية والفنية والرياضية في المملكة العربية السعودية حيث تعرض معلومة مرئية تحكي هذا التطور.

## توقف البرنامج
يرى متابعون أن سبب توقف البرنامج هو عدم قدرته على وجود ممول للبرنامج مع أنه متابع جماهيريًا بصورة كبيرة، أيضا الممول القوي للبرنامج (المشاهدين) يبدو غائبًا، لذلك اكتفى التلفزيون السعودي ببرنامج المسابقات سباق المشاهدين الذي يقدمه المذيع حامد الغامدي الذي يعتمد على المشاهد كرافد أساسي لتمويل البرنامج وكان قد ظهر لأول مرة عام 1418هـ ليحقق نجاحًا باهرًا ليتوقف برنامج حروف عند عام 1419هـ.